# Гордій (регент Каппадокії)
Гордій (*Γoρδιoς, д/н — після 82 до н. е.) — регент Каппадокії у 101—96 роках до н. е.

## Життєпис
Походив з аристократичної родини. Про освіту та молоді роки нічого невідомо. Став прихильником понтійського царя Мітрадата VI, якого розглядав як єдиного здатного протистояти Риму в Малій Азії. У 116 році до н. е. спільно сестрою понтійського царя Лаодікою влаштував змову проти Аріарата VI, царя Кппадокії, прихильника Риму.
При малолітньому цареві Аріараті VII регентшею стала Лаодіка. Втім Гордій набув значного впливу. Після повноліття царя вимушений був тікати до Понту. Але у 101 році до н. е. допоміг Мітрідату VI вбити Аріарата VII. після цього Гордій стає регентом при малому цареві Аріараті VIII. Від імені останнього здійснив посольство до Риму.
Після смерті Аріарата VIII залишився регентом при новому царі Аріараті IX, синові Мітрідата VI. У 95 році до н. е. не зміг протистояти римлянам, що посадили на трон Каппадокії Аріобарзана I. У 94 році до н. е. рушив до Тиграна II, царя Великої Вірменії, який допоміг повалити Аріобарзана I. Гордій знову стає регентом Каппадокії. Але вже у 92 році до н. е. римляни знову відновили Аріобарзана I на капподокійському троні.
У 89 році до н. е. з початком Першої Мітридатової війни на чолі війська вигнав Аріобарзана I з Каппадокії й став втретє регентом цього царства. У 85 році до н. е. зазнав поразки від Луція Корнелія Сулли, відступивши до Понту.
Гордій брав участь у Другій Мітрідатовій війні. У 82 році до н. е. його було відправлено проти Луція Ліцинія Мурени, але Гордій не наважився перетнути річку Галіс й атакувати Мурену. Він дочекався Мітрідата VI, який завдав поразки римлянам. Подальша доля Гордія невідома, можливо загинув у битві.